# ربلم خشن الأوبار
ربلم خشن الأوبار أو جذري الغمد خشن الأوبار (الاسم العلمي: Rhopilema hispidum) هو نوع من الحيوانات يتبع جنس الربلم من فصيلة جذرية الفم.